# Jan van Alphen
Jan van Alphen (Hengelo, 1 december 1829 - aldaar, 15 juli 1911) was een Nederlands politicus.
Van Alphen was een Twentse afgevaardigde voor de antirevolutionairen, die tot de vooruitstrevende vleugel van zijn partij behoorde. Hij was een voorstander van kiesrechtuitbreiding. Enige tijd was hij voorzitter van de ARP-kamerclub. Hij maakte deel uit van de enquêtecommissie naar de toestand in fabrieken. Zijn kracht lag niet in de eerste plaats in het houden van openbare redevoeringen, maar meer in het werk in de afdelingen van de Kamer.
Van Alphen groeide op in de Nederlandse Hervormde Kerk, maar ging in 1886 met de Doleantie mee, die in 1892 resulteerde in de oprichting van de Gereformeerde Kerken in Nederland.
- Biografisch Portaal: 25651557
- Parlement.com: vg09lkxdirzs